# RusAir-vlucht 9605
RusAir-vlucht 9605, ook RusLine-vlucht 243 was een Tupolev Tu-134 van de Russische luchtvaartmaatschappij RusAir, die op 20 juni 2011 neerstortte tijdens een vlucht van Moskou naar de Karelische hoofdstad Petrozavodsk. Het dertig jaar oude toestel stortte neer net voor de landing in Petrozavodsk. Hierbij vielen 47 dodelijke slachtoffers en vijf gewonden. Onder de slachtoffers bevond zich één Nederlander.

## Oorzaak
Over de oorzaak van het ongeval is nog niets concreets bekend. De cockpitvoicerecorder en de flightdatarecorder van het verongelukte toestel zijn geborgen, en de data hiervan worden geanalyseerd.

## Slachtoffers
Er waren 43 passagiers en 9 bemanningsleden aan boord van het verongelukte toestel, waarvan er 47 zijn overleden en waarvan de overige vijf gewond raakten.
| Land                      | Overleden | Gewond |
| Rusland                   | 38        | 5      |
| Rusland/ Verenigde Staten | 4         |        |
| Oekraïne                  | 2         |        |
| Wit-Rusland               | 1         |        |
| Nederland                 | 1         |        |
| Zweden                    | 1         |        |
| Totaal                    | 47        | 5      |